# Adelina Berisha
Adelina Berisha, född den 11 februari 1990 i Pristina i Kosovo, är en albansk sångerska.
Berishas första låt, "Të Kosova", framförde hon vid 4 års ålder. Hennes första musikvideo släppte hon år 2009 med titeln "Barabar". Senare 2009 släpptes singeln "Unë jam ajo". Under samma år släppte hon låten "Dashuria fillon" tillsammans med Stine.  Under 2011 släppte hon musikvideor till låtarna "Kompliment" och "On Air". Under 2011 släppte hon även låten "Party People". 2012 släppte hon låten "Ti je ai" som hon producerat tillsammans med rapparna Zzap & Chriss. Senare under samma år släpptes musikvideon till låten "What's Your Name". Våren 2014 deltar hon i Top Fests 11:e upplaga med låten "Për ty".
För låten "Party People" tilldelades hon år 2010 utmärkelsen Best RnB Female vid Zhurma Show Awards.